# هرمان هالر (مخرج)
هرمان هالر هو كاتب سيناريو ومونتير ومخرج سويسري، ولد في 15 ديسمبر 1909 في زيورخ في سويسرا، وتوفي في 21 يونيو 1985 في Boswil ‏ في سويسرا.

## وصلات خارجية
- هرمان هالر على موقع IMDb (الإنجليزية)
- هرمان هالر على موقع ألو سيني (الفرنسية)
- هرمان هالر على موقع أول موفي (الإنجليزية)
- هرمان هالر على موقع قاعدة بيانات الأفلام السويدية (السويدية)
- هرمان هالر على موقع قاعدة بيانات الفيلم (الإنجليزية)
- هرمان هالر على موقع كينوبويسك (الروسية)